# Дивергенция
Диверге́нция (от лат. divergere — обнаруживать расхождение) — дифференциальный оператор, отображающий векторное поле на скалярное (то есть, в результате применения к векторному полю операции дифференцирования получается скалярное поле), который определяет (для каждой точки), «насколько расходится входящее и исходящее из малой окрестности данной точки поле», точнее, насколько расходятся входящий и исходящий потоки.
Если учесть, что потоку можно приписать алгебраический знак, то нет необходимости учитывать входящий и исходящий потоки по отдельности, всё будет автоматически учтено при суммировании с учётом знака. Поэтому можно дать более короткое определение дивергенции:
дивергенция — это линейный дифференциальный оператор на векторном поле, характеризующий поток данного поля через поверхность достаточно малой (в условиях конкретной задачи) окрестности каждой внутренней точки области определения поля.
Оператор дивергенции, применённый к полю {\displaystyle \ \mathbf {F} }, обозначают как
{\displaystyle \ \operatorname {div} \mathbf {F} }
или
{\displaystyle \ \nabla \cdot \mathbf {F} }.

## Определение
Определение дивергенции выглядит так:
{\displaystyle \operatorname {div} \,\mathbf {F} =\lim _{V\rightarrow 0}{{\mathit {\Phi }}_{\ \mathbf {F} } \over V},}
где {\displaystyle \Phi _{\mathbf {F} }} — поток векторного поля {\displaystyle F} через сферическую поверхность площадью {\displaystyle S}, ограничивающую объём {\displaystyle V}. Ещё более общим, а потому удобным в применении, является определение, когда форма области с поверхностью {\displaystyle S} и объёмом {\displaystyle V} допускается любой. Единственным требованием является её нахождение внутри сферы радиусом, стремящимся к нулю (то есть чтобы вся поверхность находилась в бесконечно малой окрестности данной точки, что нужно, чтобы дивергенция была локальной операцией и для чего очевидно недостаточно стремления к нулю площади поверхности и объёма её внутренности). В обоих случаях подразумевается, что
{\displaystyle {\mathit {\Phi }}_{\ \mathbf {F} }=\iint \limits _{S}\!\!\!\!\!\!\!\!\!\!\subset \supset \;({\vec {F}},d{\vec {S}}).}
Это определение, в отличие от приводимого ниже, не привязано к определённым координатам, например, к декартовым, что может представлять дополнительное удобство в определённых случаях. (Например, если выбирать окрестность в форме куба или параллелепипеда, легко получаются формулы для декартовых координат).
Определение легко и прямо обобщается на любую размерность {\displaystyle n} пространства: при этом под объёмом понимается {\displaystyle n}-мерный объём, а под площадью поверхности ({\displaystyle n-1})-мерная площадь (гипер)поверхности соответствующей размерности.

## Определение в декартовых координатах
Допустим, что векторное поле дифференцируемо в некоторой области. Тогда в трёхмерном декартовом пространстве дивергенция будет определяться выражением
{\displaystyle \operatorname {div} \,\mathbf {F} ={\frac {\partial F_{x}}{\partial x}}+{\frac {\partial F_{y}}{\partial y}}+{\frac {\partial F_{z}}{\partial z}}\ \ \ }
(здесь F — обозначено некое векторное поле с декартовыми компонентами
{\displaystyle F_{x},F_{y},F_{z}}):
Это же выражение можно записать с использованием оператора набла
{\displaystyle \operatorname {div} \,\mathbf {F} =\nabla \cdot \mathbf {F} \ \ \ }
Многомерная, а также двумерная и одномерная, дивергенция определяется в декартовых координатах в пространствах соответствующей размерности совершенно аналогично (в верхней формуле меняется лишь количество слагаемых, а нижняя остается той же, подразумевая оператор набла подходящей размерности).

## Физическая интерпретация
С точки зрения физики (и в строгом смысле, и в смысле интуитивного физического образа математической операции) дивергенция векторного поля является показателем того, в какой степени данная точка пространства (точнее достаточно малая окрестность точки) является источником или стоком этого поля:
{\displaystyle \operatorname {div} \,\mathbf {F} >0} — точка поля является источником;
{\displaystyle \operatorname {div} \,\mathbf {F} <0} — точка поля является стоком;
{\displaystyle \operatorname {div} \,\mathbf {F} =0} — стоков и источников нет, либо они компенсируют друг друга.
Простым, хоть, быть может, и несколько схематическим, примером может служить озеро (для простоты — постоянной единичной глубины со всюду горизонтальной скоростью течения воды, не зависящей от глубины, давая, таким образом, двумерное векторное поле на двумерном пространстве). Если угодно иметь более реалистическую картину, то можно рассмотреть горизонтальную проекцию скорости, проинтегрированную по вертикальной пространственной координате, что даст ту же картину двумерного векторного поля на двумерном пространстве, причём картина качественно будет для наших целей не сильно отличаться от упрощённой первой, количественно же являться её обобщением (весьма реалистическим). В такой модели (и в первом, и во втором варианте) родники, бьющие из дна озера, будут давать положительную дивергенцию поля скоростей течения, а подводные стоки (пещеры, куда вода утекает) — отрицательную дивергенцию.
Дивергенция вектора плотности тока даёт минус скорость накопления заряда в электродинамике (так как заряд сохраняется, то есть не исчезает и не появляется, а может только переместиться через границы какого-то объёма, чтобы накопиться в нём или уйти из него; а если и возникают или исчезают где-то положительные и отрицательные заряды — то только в равных количествах). (См. Уравнение непрерывности).
Дивергенция поля, имеющего силовую природу, как напряженность поля в электростатике, электродинамике или ньютоновской теории гравитации, дивергенция определяет тоже положение источников поля, которые в этом случае называются зарядами (электрическим зарядом в случае электростатики и электродинамики, массой в случае ньютоновской гравитации). В этих теориях дивергенция напряженности поля, с точностью до постоянного множителя, равна плотности заряда (в электростатике и электродинамике — плотности электрического заряда, в случае гравитации — плотности массы; кроме того, случай гравитации отличается знаком этой константы).
{\displaystyle \operatorname {div} \,\mathbf {E} ={\frac {1}{\varepsilon _{0}}}\rho }
— для электрического поля и плотности электрического заряда, в СИ,
{\displaystyle \operatorname {div} \,\mathbf {g} =-4\pi G\rho }
— для ньютоновского гравитационного поля.

## Геометрическая интерпретация
Наверное, наиболее наглядной и простой общей геометрической интерпретацией дивергенции (помимо самого определения, которое тоже достаточно геометрично)
является интерпретация с использованием для изображения векторного поля его интегральных линий (называемых также силовыми линиями в случае полей силовой природы или линиями тока в случае поля скорости течения жидкости или газа). Точки, где появляются новые линии (с направлением от этой точки) являются точками, где дивeргенция поля положительна; где линии кончаются (с направлением линии к точке), там дивергенция отрицательна. Где количество линий постоянно вдоль их хода, то есть где начинается столько же линий, сколько заканчивается, там дивергенция поля нулевая.
- Эта интерпретация основана на соглашении, в соответствии с которым на рассматриваемые линии наложено условие, что густота линий вблизи данной точки пропорциональна величине векторного поля в этой области (при этом умозрительно можно — для того, чтобы описание поля этими линиями было вполне детальным, — считать густоту линий сколь угодно большой, и даже бесконечной, важна только пропорциональность густоты где-то величине вектора поля там же). В противном случае, конечно, по крайней мере в случае непрерывного распределения источников (зарядов), любую интегральную линию поля можно было бы продолжать и представление об их начале или конце где-то было бы мало осмысленным, кроме разве что мест дискретных, а не непрерывно распределенных, источников.

Если в качестве векторного поля (на двумерном пространстве) взять совокупность направлений наискорейшего спуска на земной поверхности, то дивергенция покажет местоположение вершин и впадин, причём на вершинах дивергенция будет положительна (направления спуска расходятся от вершин), а на впадинах отрицательная (ко впадинам направления спуска сходятся). Впрочем, это никак не определяет знака или равенства нулю дивергенции такого поля на склонах.

## Дивергенция в физике
Дивергенция — одна из наиболее широко употребимых в физике операций. Представляет собой одно из достаточно немногих базовых понятий теоретической физики и является одним из базовых элементов физического языка.
В стандартной формулировке классической теории поля дивергенция занимает центральное место (в альтернативных формулировках может не находиться в самом центре изложения, но всё равно остается важным техническим инструментом и важной идеей).
В электродинамике дивергенция входит в качестве главной конструкции в два из четырёх уравнений Максвелла. Основное уравнение теории ньютоновской гравитации в полевом виде также содержит в качестве основной конструкции дивергенцию (напряженности гравитационного поля). В тензорных теориях гравитации (включая ОТО, и имея в виду в первую очередь её) основное полевое уравнение (в ОТО, но как правило — так или иначе — и в альтернативных современных теориях тоже) также включает в себя дивергенцию в некотором обобщении. То же можно сказать о классической (то есть не квантовой) теории практически любого из фундаментальных полей, как экспериментально известных, так и гипотетических.
Помимо этого, как видно из приведённых выше примеров, дивергенция применима и в чисто геометрическом плане, а также — особенно часто — к различным материальным потокам (дивергенция скорости течения жидкости или газа, дивергенция плотности электрического тока и т.п.).

## Свойства
Следующие свойства могут быть получены из обычных правил дифференцирования.
- Линейность: для любых векторных полей F и G и для всех вещественных чисел a и b

{\displaystyle \operatorname {div} (a\mathbf {F} +b\mathbf {G} )=a\;\operatorname {div} \mathbf {F} +b\;\operatorname {div} \mathbf {G} }
- Если φ — скалярное поле, а F — векторное, тогда:

{\displaystyle \operatorname {div} \varphi \mathbf {F} =\operatorname {grad} \varphi \cdot \mathbf {F} +\varphi \;\operatorname {div} \mathbf {F} ,} или
{\displaystyle \nabla \cdot (\varphi \mathbf {F} )=(\nabla \varphi )\cdot \mathbf {F} +\varphi \;(\nabla \cdot \mathbf {F} ).}
- Свойство, связывающее векторные поля F и G, заданные в трёхмерном пространстве, с ротором:

{\displaystyle \operatorname {div} (\mathbf {F} \times \mathbf {G} )=\operatorname {rot} \mathbf {F} \cdot \mathbf {G} \;-\;\mathbf {F} \cdot \operatorname {rot} \mathbf {G} ,} или
{\displaystyle \nabla \cdot (\mathbf {F} \times \mathbf {G} )=(\nabla \times \mathbf {F} )\cdot \mathbf {G} -\mathbf {F} \cdot (\nabla \times \mathbf {G} ).}
- Дивергенция от градиента есть лапласиан:

{\displaystyle \operatorname {div} \operatorname {grad} \varphi =\Delta \varphi }
- Дивергенция от ротора:

{\displaystyle \operatorname {div} \operatorname {rot} \mathbf {F} =0}

## Дивергенция в ортогональных криволинейных координатах
{\displaystyle \operatorname {div} (\mathbf {A} )=\operatorname {div} (\mathbf {q_{1}} A_{1}+\mathbf {q_{2}} A_{2}+\mathbf {q_{3}} A_{3})=}
{\displaystyle ={\frac {1}{H_{1}H_{2}H_{3}}}\left[{\frac {\partial }{\partial q_{1}}}(A_{1}H_{2}H_{3})+{\frac {\partial }{\partial q_{2}}}(A_{2}H_{3}H_{1})+{\frac {\partial }{\partial q_{3}}}(A_{3}H_{1}H_{2})\right]}, где {\displaystyle H_{i}} — коэффициенты Ламе.

### Цилиндрические координаты
Коэффициенты Ламе:
{\displaystyle {\begin{matrix}H_{r}=1;\\H_{\theta }=r;\\H_{z}=1.\end{matrix}}}
Отсюда:
{\displaystyle \operatorname {div} \mathbf {A} (r,\theta ,z)={\frac {1}{r}}{\frac {\partial }{\partial r}}(A_{r}r)+{\frac {1}{r}}{\frac {\partial }{\partial \theta }}(A_{\theta })+{\frac {\partial }{\partial z}}(A_{z})}

### Сферические координаты
Коэффициенты Ламе:
{\displaystyle {\begin{matrix}H_{r}=1;\\H_{\theta }=r;\\H_{\phi }=r\sin {\theta }.\end{matrix}}}
Отсюда:
{\displaystyle \operatorname {div} \mathbf {A} (r,\theta ,\phi )={\frac {1}{r^{2}}}{\frac {\partial }{\partial r}}\left[A_{r}r^{2}\right]+{\frac {1}{r\sin {\theta }}}{\frac {\partial }{\partial \theta }}\left[A_{\theta }\sin {\theta }\right]+{\frac {1}{r\sin {\theta }}}{\frac {\partial }{\partial \phi }}{\big [}A_{\phi }{\big ]}}

### Параболические координаты
Коэффициенты Ламе:
{\displaystyle {\begin{matrix}H_{\xi }={\frac {\sqrt {\xi +\eta }}{2{\sqrt {\xi }}}};\\H_{\eta }={\frac {\sqrt {\xi +\eta }}{2{\sqrt {\eta }}}};\\H_{\phi }={\sqrt {\eta \xi }}\end{matrix}}}.
Отсюда:
{\displaystyle \operatorname {div} \mathbf {A} (\xi ,\eta ,\phi )={\frac {4}{\xi +\eta }}{\frac {\partial }{\partial \xi }}\left[A_{\xi }{\frac {\sqrt {\xi ^{2}+\xi \eta }}{2}}\right]+{\frac {4}{\xi +\eta }}{\frac {\partial }{\partial \eta }}\left[A_{\eta }{\frac {\sqrt {\eta ^{2}+\xi \eta }}{2}}\right]+{\frac {1}{\sqrt {\xi \eta }}}{\frac {\partial }{\partial \phi }}{\Big [}A_{\phi }{\Big ]}}

### Эллиптические координаты
Коэффициенты Ламе:
{\displaystyle {\begin{matrix}H_{\xi }=\sigma {\sqrt {\frac {\xi ^{2}-\eta ^{2}}{\xi ^{2}-1}}},\\H_{\eta }=\sigma {\sqrt {\frac {\xi ^{2}-\eta ^{2}}{1-\eta ^{2}}}},\\H_{\phi }=\sigma {\sqrt {(\xi ^{2}-1)(1-\eta ^{2})}}.\end{matrix}}}.
Отсюда
{\displaystyle \operatorname {div} \mathbf {A} (\xi ,\eta ,\phi )={\frac {1}{\sigma (\xi ^{2}-\eta ^{2})}}{\frac {\partial }{\partial \xi }}\left[A_{\xi }{\sqrt {(\xi ^{2}-\eta ^{2})(\xi ^{2}-1)}}\right]+}
{\displaystyle +{\frac {1}{\sigma (\xi ^{2}-\eta ^{2})}}{\frac {\partial }{\partial \eta }}\left[A_{\eta }{\sqrt {(\xi ^{2}-\eta ^{2})(1-\eta ^{2})}}\right]+{\frac {1}{\sigma {\sqrt {(\xi ^{2}-1)(1-\eta ^{2})}}}}{\frac {\partial }{\partial \phi }}{\Big [}A_{\phi }{\Big ]}.}

## Дивергенция в произвольных криволинейных координатах и её обобщение
Формулу для дивергенции векторного поля в произвольных координатах (в любой конечной размерности) нетрудно получить из общего определения через предел отношения потока к объёму, воспользовавшись тензорной записью смешанного произведения и тензорной формулой объёма.
Существует обобщение операции дивергенции на действие не только на векторы, но и на тензоры более высокого ранга.
В общем случае дивергенция определяется ковариантной производной:
{\displaystyle \operatorname {div} =(\nabla \cdot )={\vec {R}}^{\alpha }\nabla _{\alpha }\cdot }, где {\displaystyle {\vec {R}}^{\alpha }} — координатные векторы.
Это позволяет находить выражения для дивергенции в произвольных координатах для векторного:
{\displaystyle \nabla \cdot {\vec {v}}={\vec {R}}^{\alpha }\nabla _{\alpha }\cdot v^{i}{\vec {R}}_{i}=\nabla _{i}v^{i}}.
или тензорного поля:
{\displaystyle \nabla \cdot T={\vec {R}}^{\alpha }\nabla _{\alpha }\cdot T^{ij}{\vec {R}}_{i}{\vec {R}}_{j}={\vec {R}}_{j}\nabla _{i}T^{ij}}.
В общем случае, дивергенция понижает ранг тензора на 1.

### Свойства дивергенции тензора
{\displaystyle \nabla \cdot {\vec {v}}{\vec {v}}={\vec {v}}\nabla \cdot {\vec {v}}+\left({\vec {v}}\cdot \nabla \right){\vec {v}}}